# Scratch

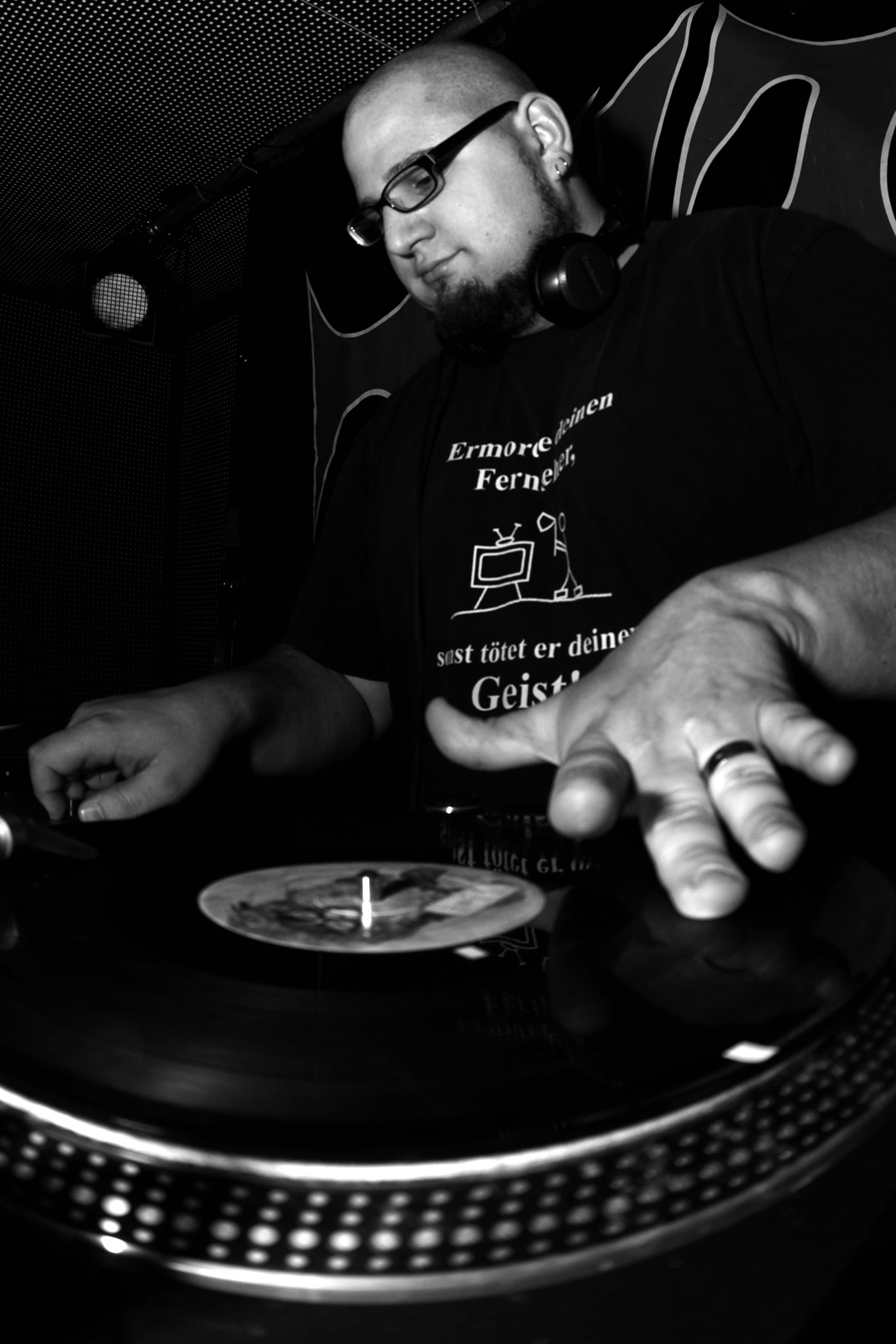
Un DJ intento a scratchare

Lo scratch (italianizzato in "scratchare") è una tecnica propria del turntablism inventata da Grand Wizard Theodore, un DJ pioniere dell'hip hop originario di New York. Theodore sviluppò la tecnica da Grandmaster Flash, che la descrive come "niente altro che il cue inverso che senti in cuffia maneggiando il vinile prima di farlo sentire al pubblico" (Toop, 1991). Anche DJ Kool Herc fu un'importante figura nella nascita dello scratching.
La tecnica ha il proposito di accentuare il lavoro del DJ, creando un assortimento di suoni mediante la manipolazione ritmica di un vinile (oggi, con uno strumento come un CDJ, si può scratchare anche con un CD, anche se non si parla di scratching).
L'arte dello scratch, nata all'interno della cultura hip hop, è stata poi adottata anche da altre forme musicali. Nell'hip hop lo scratching è ancora di grande importanza per determinare l'abilità di un DJ, e si tengono in tutto il mondo competizioni nelle quali DJ si danno battaglia mostrando il loro virtuosismo nello scratch.
Il giradischi più usato dagli autori di scratch è il Technics SL1200 MKII, un vero pioniere in questo ambito.
Un effetto sonoro fortemente somigliante allo scratch è ottenibile anche con la chitarra elettrica, ed è stato proposto negli anni novanta da Tom Morello, ex chitarrista dei Rage Against the Machine e degli Audioslave.